# Al-Shuwayhid
Al-Shuwayhid (tiếng Ả Rập: شواهد, cũng được đánh vần là al-Shuwaihed) là một ngôi làng ở phía bắc Syria nằm ở phía tây Homs thuộc tỉnh Homs. Theo Cục Thống kê Trung ương Syria, al-Shuwayhid có dân số 654 người trong cuộc điều tra dân số năm 2004. Cư dân của nó chủ yếu là người Hồi giáo Sunni.